# Det hebraiske alfabet
Det hebraiske alfabet har 22 bogstaver og anvendes til at skrive hebraisk, jiddisch og andre sprog, der har været talt/skrevet af jøder.
Et særkende ved det hebraiske alfabet er, at det skrives og læses fra højre mod venstre og ingen vokaler indeholder. Sproget fungerer således at man selv skal "gætte", hvilke vokaler der skal indsættes. Det hebraiske ord for "fred" er "shalom" – dette staves således: שלום – sh(a)lom. Eller "skole" – "Beit Sefer" (bogstaveligt talt "hus bøger" – "bøgernes hus") “בית ספר“ – b(e)it s(e)f(e)r.
- Wikimedia Commons har flere filer relateret til Det hebraiske alfabet

| Sprog | Spire Denne artikel om sprog er en spire som bør udbygges. Du er velkommen til at hjælpe Wikipedia ved at udvide den. |